# نادي الرماية الكويتي

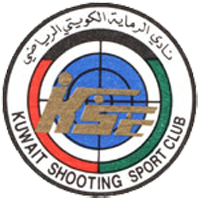
شعار نادي الرماية الكويتي

نادي الرماية الكويتي هو نادي يهدف لتعليم رياضة الرماية في دولة الكويت وتحقيق الانجازات الرياضية وإقامة البطولات المحلية والدولية، ويقع بميدان الشيخ صباح الاحمد الأولمبى للرماية على طريق الدائرى السادس في الصليبية.

## نبذة تاريخية
ارتبطت الرماية منذ بداياتها الأولى كسلاح ثم تطورت لتكون الرياضة النخبوية.
حث الإسلام لممارسة رياضة الرماية وجعلها في مصاف الفروسية والسباحة، كما قال عمر بن الخطاب: «علمو أبنائكم السباحة والرماية وركوب الخيل»، وبالتالي ظلت دائما مع العرب كمصدر لكبريائهم وكان سلاحا للدفاع وهواية ورياضة. افتتح سمو أمير البلاد الشيخ جابر الاحمد الجابر الصباح في عام 1959 «نادي الرماية الكويتي». وتشكلت لجنة الرماية الأول على الكويت 15/5/1983 واللجنة الأولمبية برئاسة الشيخ / فهد الاحمد الجابر الصباح. منذ عام 1986 أصبح الشيخ / سلمان الصباح رئيس لجنة نادي الرماية الكويتي الرياضي. منذ البدايات المبكرة لهذه الرياضة شهدت توسعات كبيرة لإطلاق النار التطورات. بعد الإنجازات الرائعة التي حققتها رياضة الرماية في البلاد، كان من الضروري لهذه الرياضة لاتخاذ مزيد من الخطوات نحو الاستقلال. وكان تتويجا لهذا الإعلان من نادي الرماية الكويتي والاتحاد بنصيحة الهيئة العامة للشباب والرياضة في قرار رقم 576 مؤرخة 6 ديسمبر 1994.
تم تشكيل أول مجلس إدارة من قبل الأعضاء ال 64 المؤسسين يوم الاثنين 23/1/1995. إعلان النادي ككيان مستقل خصص لرياضة الرماية فقط، وتعزيز تطوير قدرة الكويتين الرماة وقدم لهم آخر الأخبار الدولية والتنمية في رياضتهم.

## أكاديمية الشيخ سعد العبد الله للرماية
تقدم أكادمية الشيخ سعد العبد الله للرماية للشباب تحت سن ال 21 الدروس التعريفية والتدريب في ميدان الرماية الأولمبية في ميدان الشيخ صباح الاحمد الأولمبى للرماية، وتم إنشاؤه لتنمية مهارة الرماية للشباب.

## المسابقات
ينظم نادي الرماية الكويتي عدد من المسابقات:
- بطولة سمو الأمير الدولية للرماية
- بطولة سمو ولي العهد السنوية الكبرى للرماية
- كأس الشيخ عبد الله المبارك الصباح للرماية
- كأس الراحل الشيخ صباح السالم الحمود الصباح للرماية
- كأس الشيخ جابر العبد الله الجابر الصباح للرماية
- كأس الشيخ علي صباح السالم الصباح للرماية
- بطولة أكاديمية الشيخ سعد للرماية الأولمبية
- كأس شركة مصطفى كرم وأولاده للرماية